# Lucas Dantas
Lucas Soares Dantas (* 25. října 2001) je brazilský fotbalista.

## Klubová kariéra
Dantas začal svou kariéru v Castanhal EC. Debutoval ve státním mistrovství v září 2020. V listopadu 2021 se stal hráčem CA Votuporanguense. V květnu 2022 byl poslán na hostování do Rio Branco EC. V září 2022 se vrátil do Votuporanguense. Klub opustil v červenci 2023. V sezóně 2024 hrál za EC Lemense.
V červnu 2024 se stal hráčem FC Blau-Weiß Linz, kde podepsal smlouvu do roku 2026. V Bundeslize debutoval v srpnu 2024, kdy nastoupil jako náhradník za Andersona v zápase proti Austrii Vídeň. V Bundeslize odehrál celkem čtyři zápasy.
V červenci 2025 podepsal smlouvu do roku 2026 s First Vienna FC 1894.